# Grand Prix Horsens 2015
La 1re édition du Grand Prix Horsens a eu lieu le 13 juin 2015. Elle fait partie du calendrier UCI Europe Tour 2015 en catégorie 1.2. La course est remportée par le Danois Alexander Kamp.

## Classement final
Alexander Kamp termine le parcours de 194,1 kilomètres en 4 h 45 min 45 s, soit à une vitesse moyenne de 40,756 km/h.
| \| Classement général \| Classement général \| Classement général \| Classement général \| Classement général \| \| Coureur \| Coureur \| Pays \| Équipe \| Temps \| \| ------------------ \| ---------------------- \| ------------------ \| ------------------ \| ------------------ \| \| 1er \| Alexander Kamp \| Danemark \| ColoQuick \| 4 h 45 min 45 s \| \| 2e \| Rasmus Guldhammer \| Danemark \| Cult Energy \| + 0 s \| \| 3e \| Asbjørn Kragh Andersen \| Danemark \| Trefor-Blue Water \| + 0 s \| |                        |          |                   |                 |
| |                        |          |                   |                 |
| Sources : ProCyclingStats Cycling Quotient Cycling Archives |                        |          |                   |                 |
| Classement général |                        |          |                   |                 |
| Coureur | Coureur                | Pays     | Équipe            | Temps           |
| 1er | Alexander Kamp         | Danemark | ColoQuick         | 4 h 45 min 45 s |
| 2e | Rasmus Guldhammer      | Danemark | Cult Energy       | + 0 s           |
| 3e | Asbjørn Kragh Andersen | Danemark | Trefor-Blue Water | + 0 s           |